# Taghit
 (février 2011).
Si vous disposez d'ouvrages ou d'articles de référence ou si vous connaissez des sites web de qualité traitant du thème abordé ici, merci de compléter l'article en donnant les références utiles à sa vérifiabilité et en les liant à la section « Notes et références ».
Taghit est une commune de la Wilaya de Béchar en Algérie, située à 93 km au sud-est de Béchar.

## Géographie

### Situation
Le territoire de la commune de Taghit est situé au centre de la wilaya de Béchar.
| Béchar | Béchar           | Beni Ounif |
| Abadla | Taghit           | Beni Ounif |
| Abadla | Igli, Beni Abbes | Tamtert    |

### Relief et hydrologie
La région de Taghit s'articule autour d'une palmeraie longue de plus de 20 km. Elle se situe entre le Djebel Baroun et les dunes du Grand Erg Occidental.
Avec une superficie de 161.400 Km2, soit 6,77% environ du territoire national, la Wilaya de Béchar occupe le 6ème rang par rapport à l'ensemble des wilayate du pays.

### Climat
Le climat de la Wilaya de Béchar est de type désertique continental. Il y a deux zones :
- La zone de transition délimitée par Béni Ounif au nord et le parallèle d’Igli au sud : très chaude en été (+ 45°C) et froid rude en hiver (2°C à 3°C) .Les précipitations sont de l’ordre de 60 mm/an. Les vents de sable sont fréquents et souvent violents (100 km/h).
- La zone désertique s’étend au-delà de Béni Abbès. Les précipitations sont de l’ordre de 40 mm/an. Les vents de sable sont très fréquents[1].

### Localités de la commune

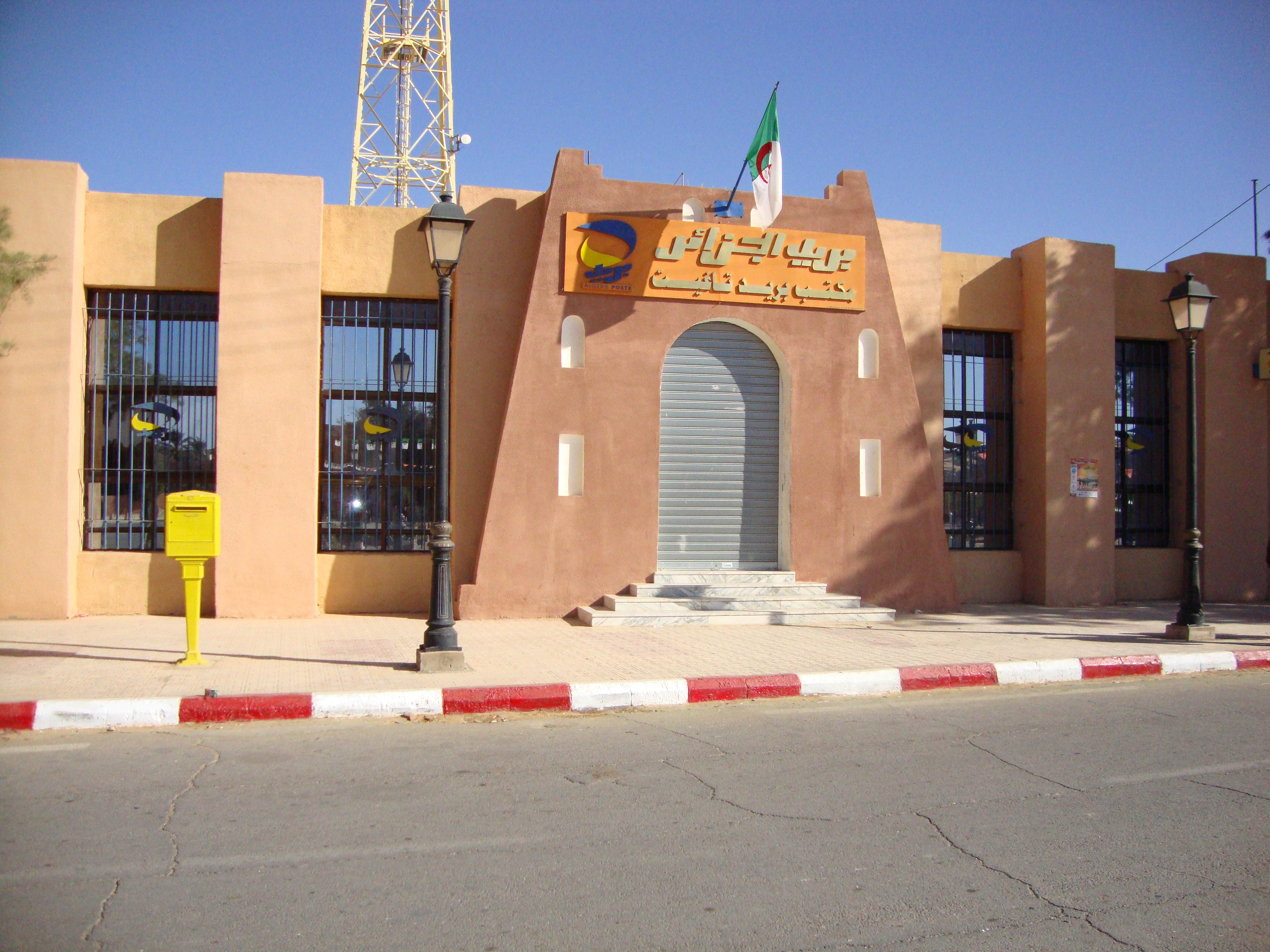
Bureau de poste de Taghit.

Lors du découpage administratif de 1984, la commune de Taghit est constituée des localités suivantes :
- Taghit ;
- Zaouia Fougania ;
- Berrabi Bakhti ;
- Zaouia Tehtania ;
- Brika.

## Histoire

Gravures rupestres dans la région de Taghit.
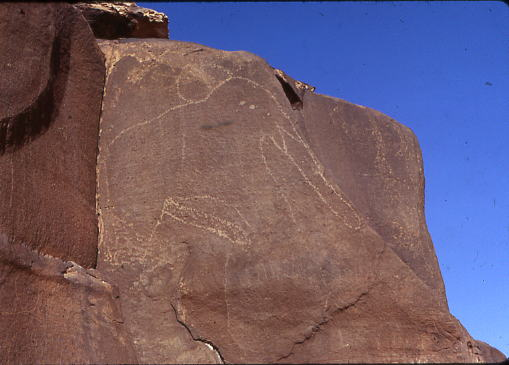
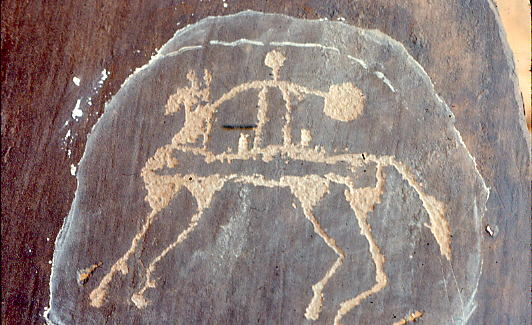
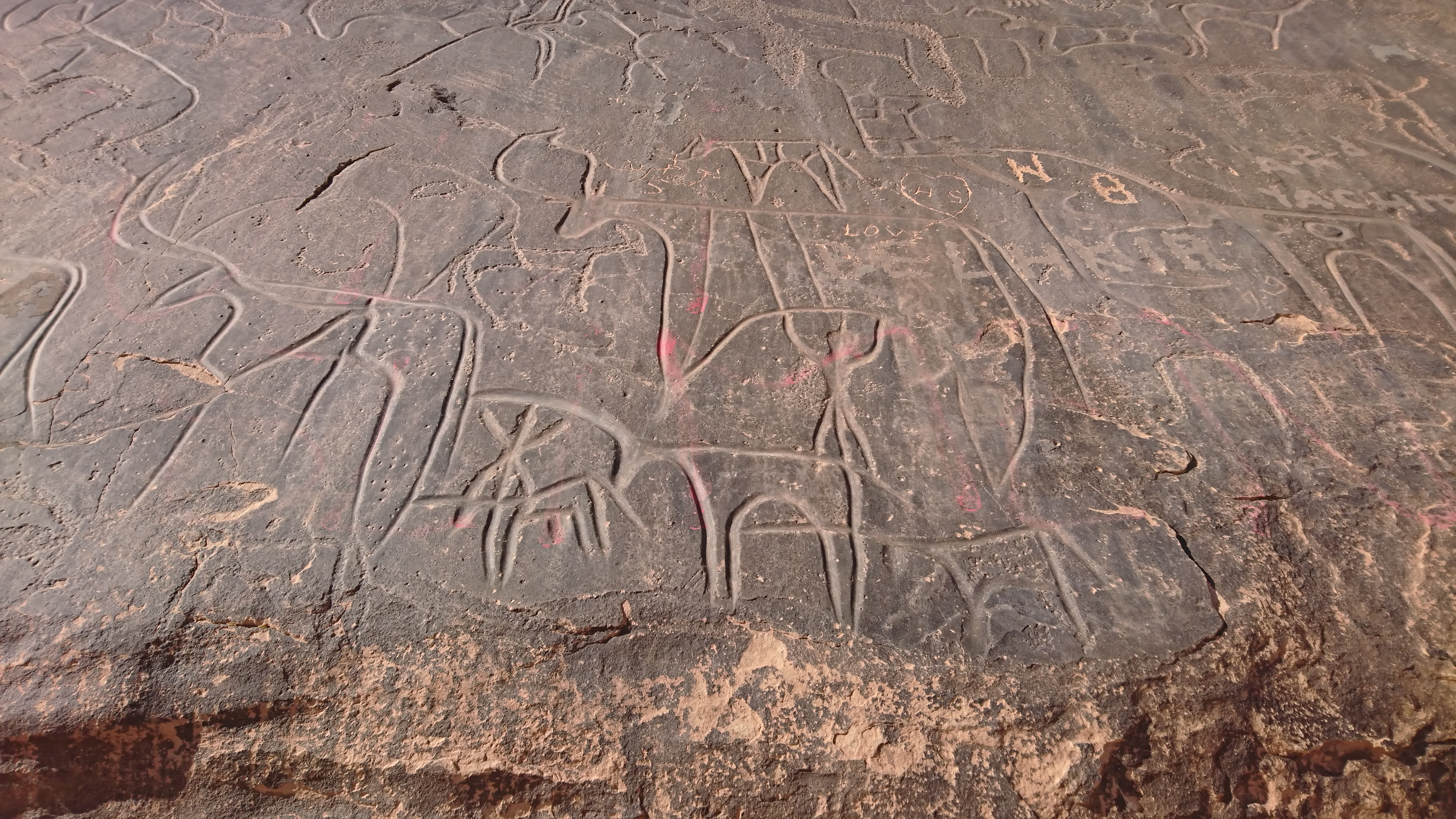

Très ancienne zone de peuplement, la ville est connue pour ses gravures rupestres de la région de Taghit datant du Néolithique.
En 1903, la ville, poste français dans le Sahara, fut le lieu de la bataille de Taghit, qui opposa durant quatre jours les nomades Zayanes aux troupes françaises assiégées[réf. nécessaire].

## Patrimoine

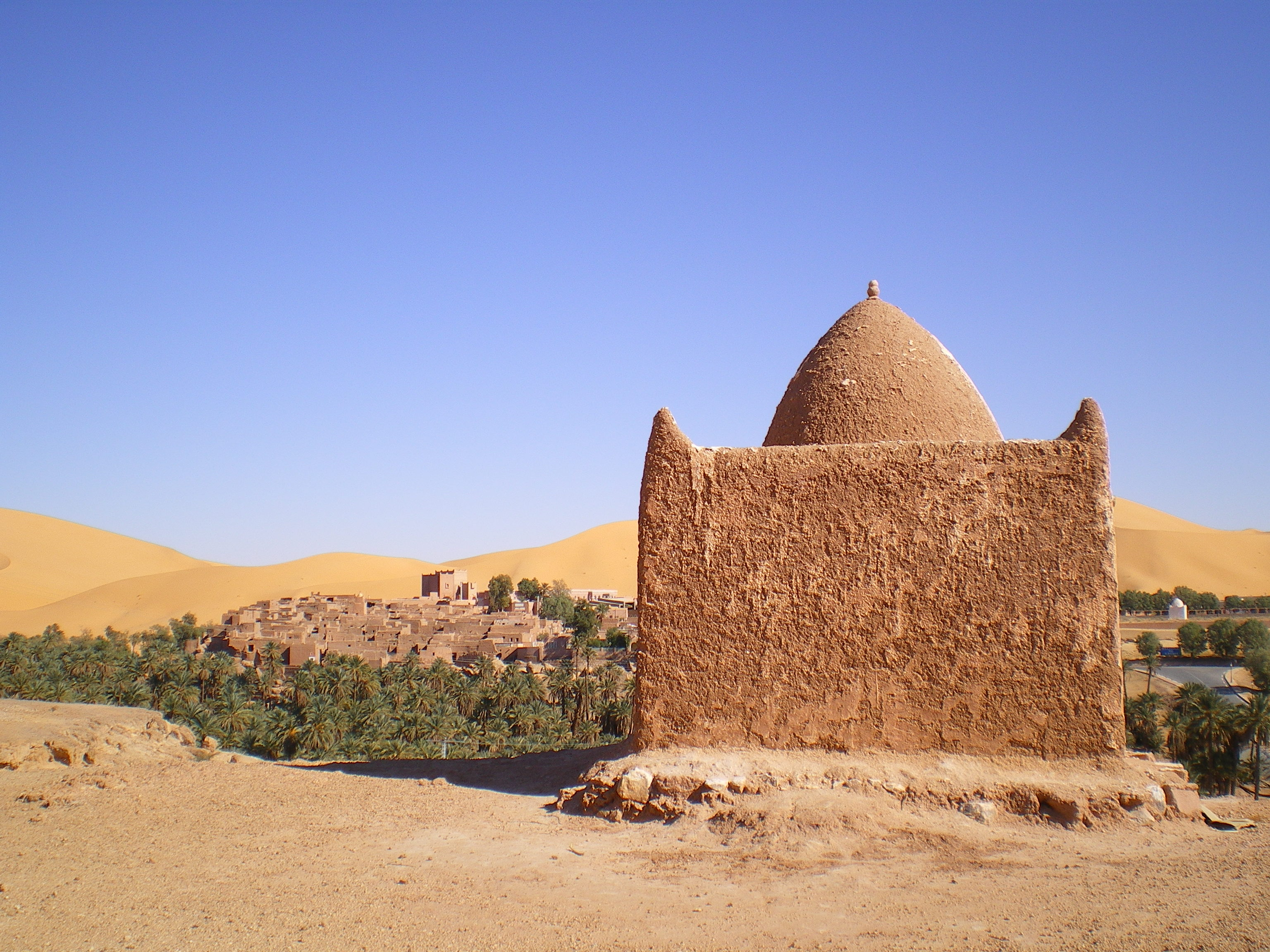
Le mausolée de Taghit

## Culture

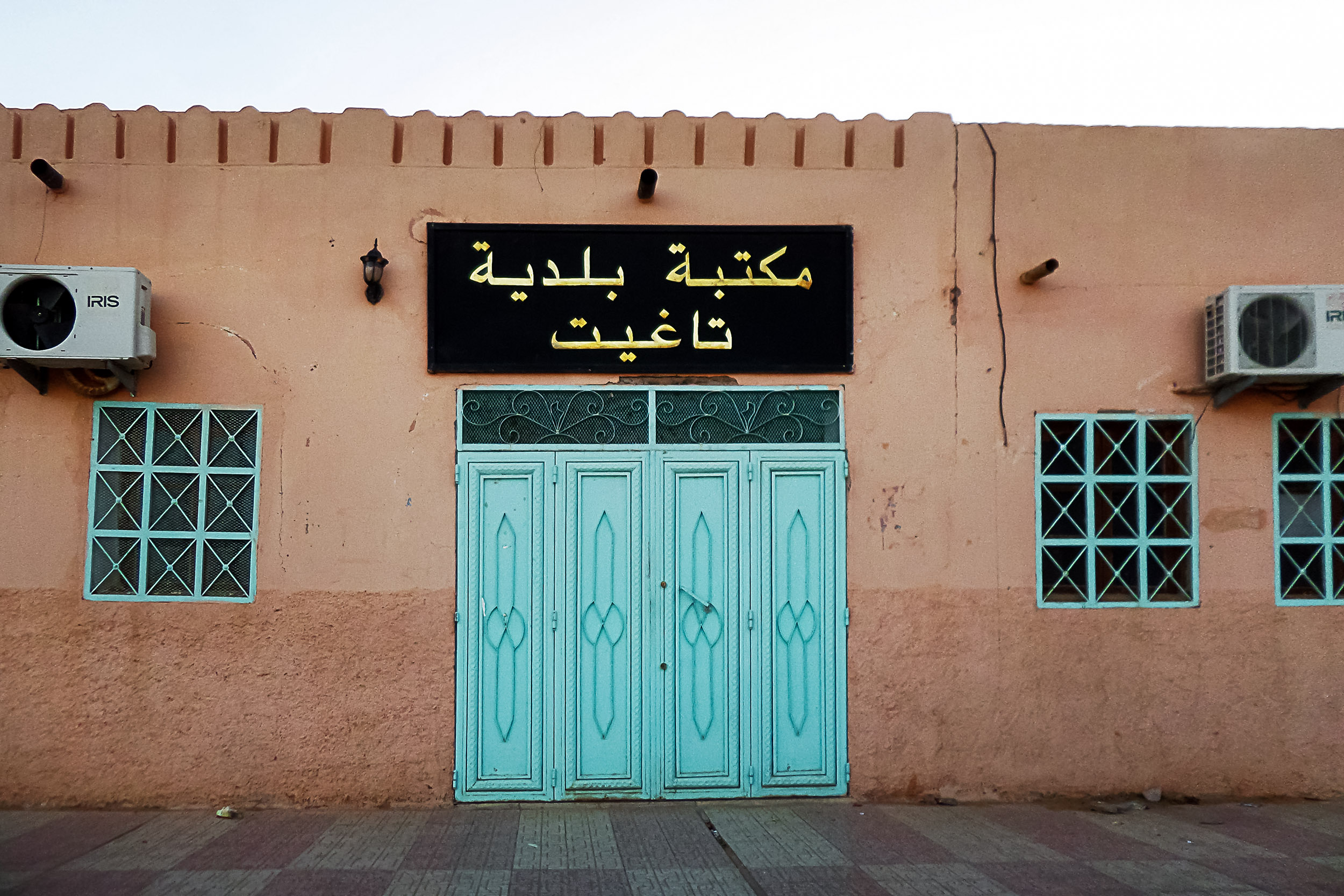
Entrée de la bibliothèque.

Le groupe musical Lemma signifiant en arabe union, rassemblement est originaire de ce village. Il se compose de : Fatima Abbi, Khedidja Anebi, Souad Asla, Rabia Boughazi, Zahoua Boulali, Mebrouka Brik, Ismahane Cheddad, Sabrina Cheddad, Hasna El Becharia, Zohra Kherabi et Aziza Tahri,.

## Sport

Sport sur les dunes.
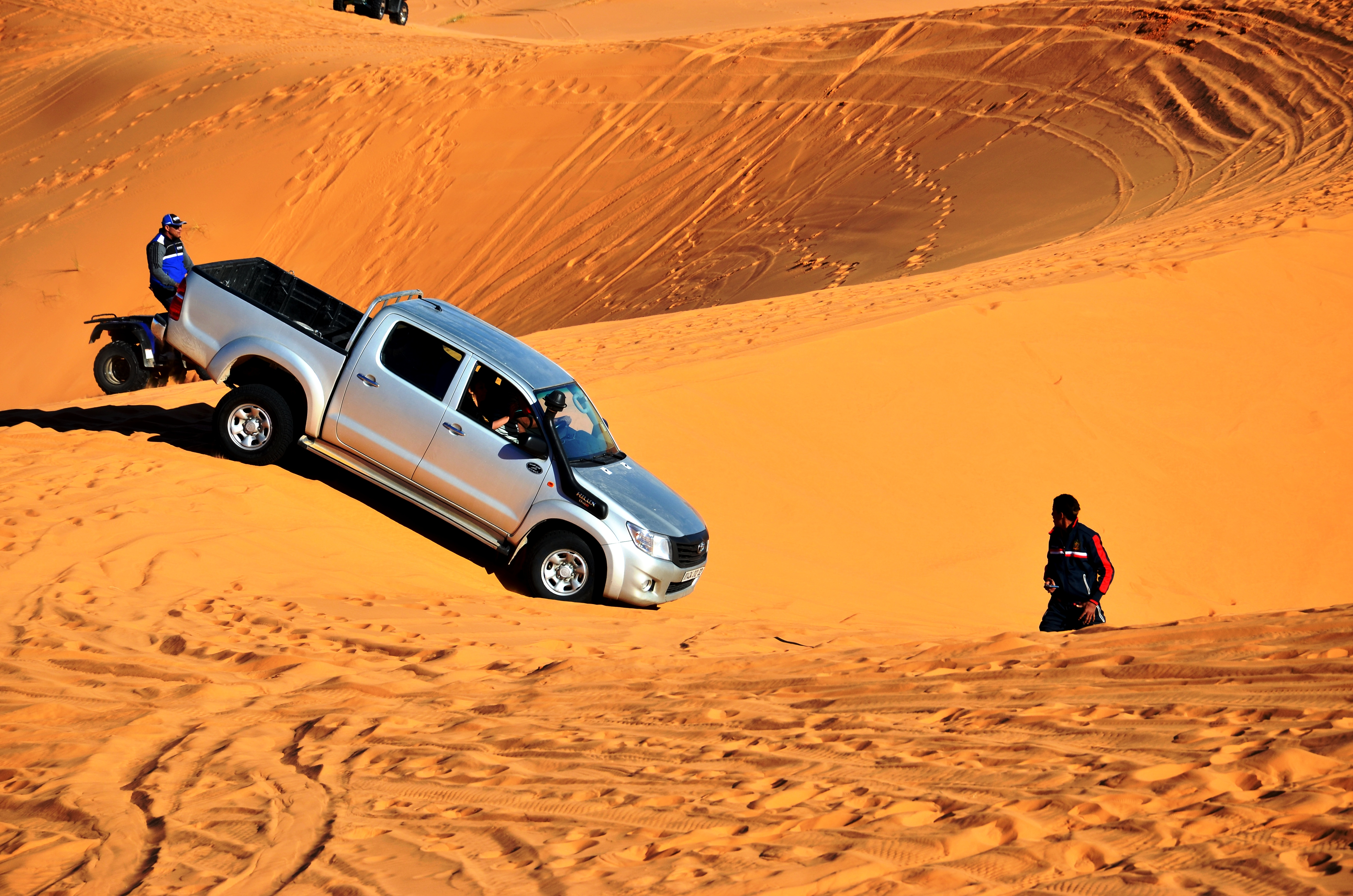
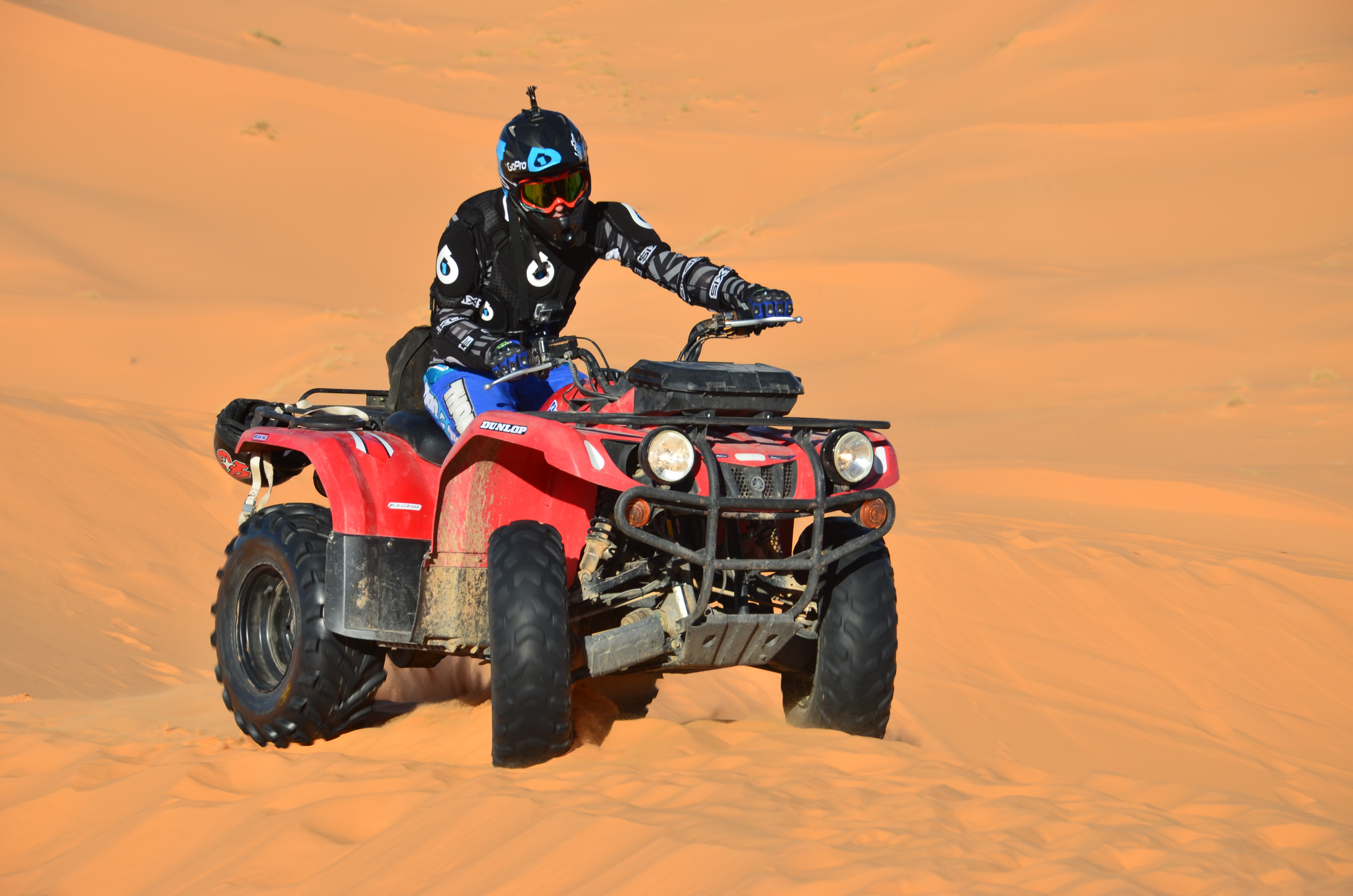
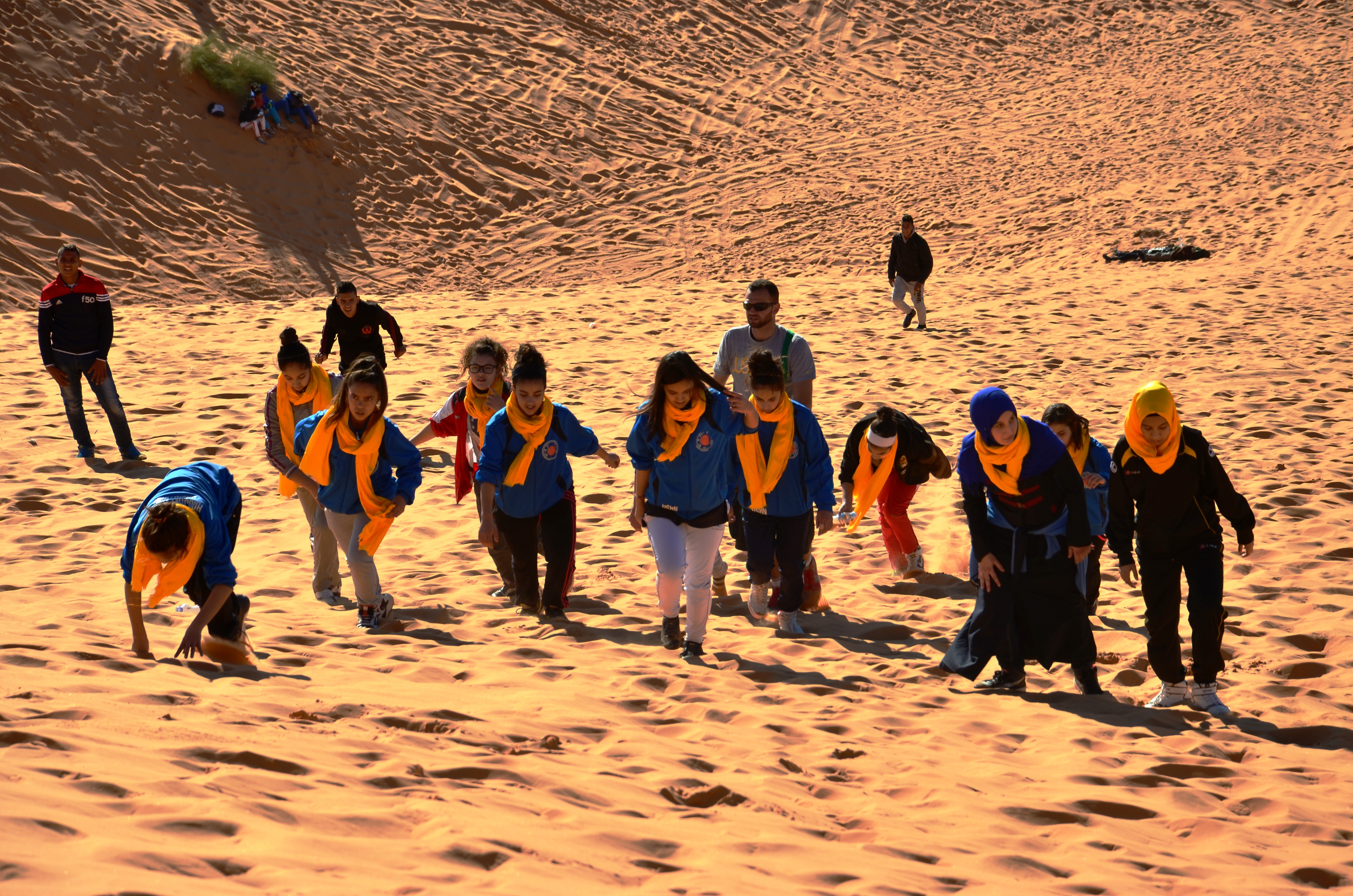
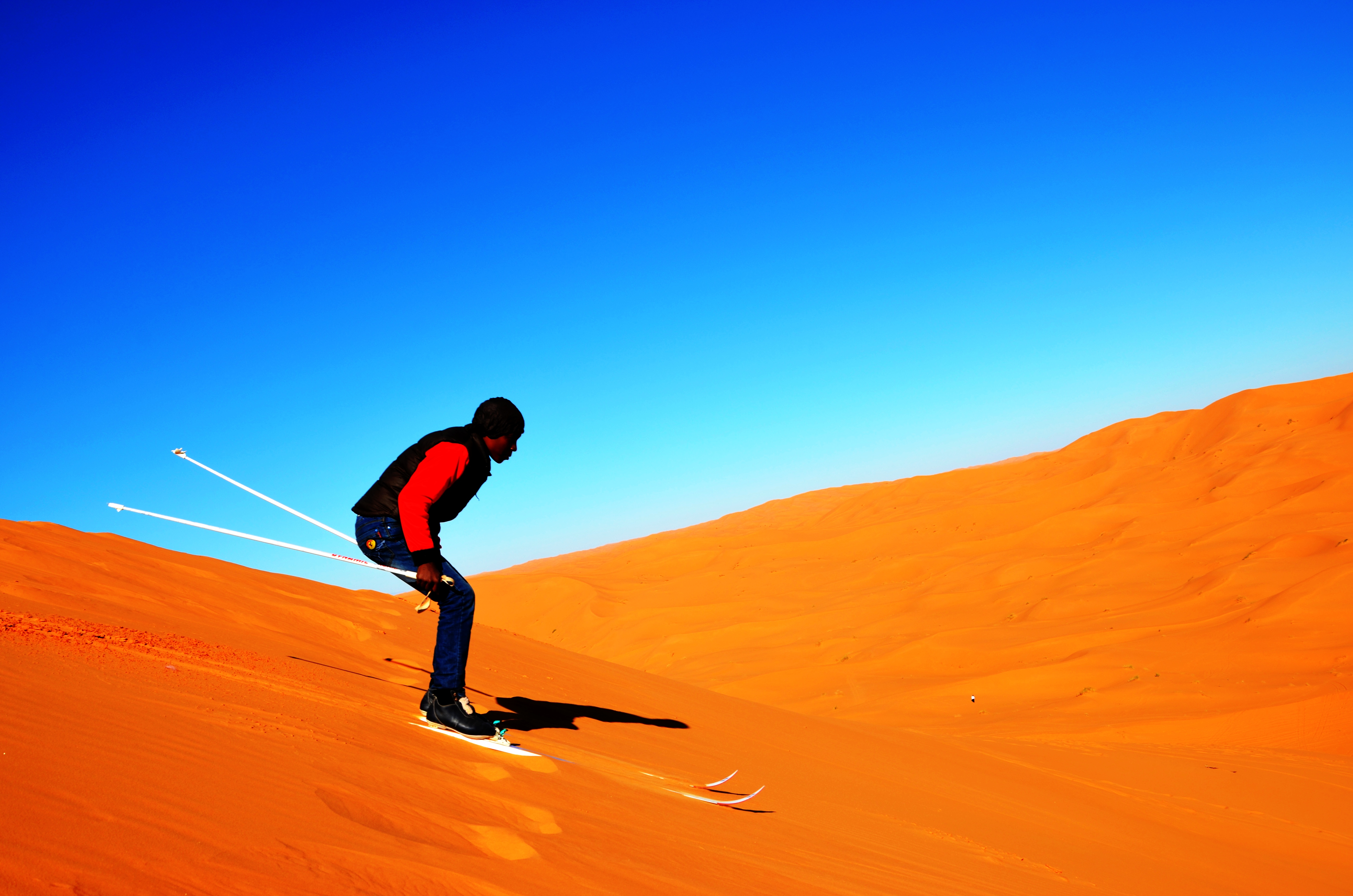